# فينيسيوس كارفاليو
فينيسيوس كارفاليو هو محامي وسياسي برازيلي، ولد في 7 يناير 1966 في ريو دي جانيرو في البرازيل. نشط حزبياً في Republicans (Brazil) ‏. وقد انتخب النائب الاتحادي لساو باولو ‏ خلال فترته النيابية ‏ (1 فبراير 2019 – ) وانتخب عضو مجلس النواب البرازيلي ‏ خلال فترته النيابية ‏ وانتخب عضو مجلس النواب البرازيلي ‏ عن دائرة São Paulo ‏ وقد انضم خلال فترته النيابية ‏ للكتلة البرلمانية Republicans (Brazil) ‏.